# Linia kolejowa Orsza – Lepel
Linia kolejowa Orsza – Lepel – linia kolejowa na Białorusi łącząca stację Orsza Centralna ze stacją Lepel.
Znajduje się w obwodzie witebskim. Linia na całej długości jest niezelektryfikowana i jednotorowa.

## Historia
W okresie międzywojennym obszary pomiędzy Mińskiem a Połockiem, przez które przebiegła linia kolejowa Orsza – Lepel, były dogodnymi terenami dla wojsk atakujących Związek Sowiecki od strony Polski, stanowiąc najkrótszą drogę na Smoleńsk i dalej na Moskwę. Dodatkowym strategicznym atutem Polski była położona wzdłuż granicy, po jej polskiej stronie, linia kolejowa Mołodeczno – Zahacie, podczas gdy po radzieckiej stronie granicy nie było kolei, ani dróg, mogących być arterią transportową tego odcinka granicy. Z powodu tych uwarunkowań w 1923 podjęto decyzję o budowie linii kolejowej z Orszy do Lepla.
Prace przygotowawcze przeprowadzono zimą 1924/1925. Budowa ruszyła w maju 1925 i prowadzona była przez wojska kolejowe Armii Czerwonej. Ukończona została na VIII rocznicę rewolucji październikowej. 7 listopada 1925 została uroczyście otwarta. Na pokładzie pierwszego pociągu, który tego dnia przejechał linię, znajdował się dowódca Zachodniego Okręgu Wojskowego Michaił Tuchaczewski.
Budowa była przeprowadzana w ramach współzawodnictwa pracy. CKW Białoruskiej SRR ustanowił pamiątkową odznakę 1925. Orsza-Lepel, dla pracowników wyróżniających się na placu budowy.
W latach 60. XX w. powstała elektrownia w Nowołukomlu, do której wybudowano odgałęzienie linii.
Od 1991 linia położona jest na Białorusi.